# L'Épine (Vendée)
L'Épine es una comuna francesa situada en el departamento de Vendée, en la región de Países del Loira.

## Demografía
| 1640 | 1660 | 1585 | 1568 | 1653 | 1685 | 1644 |
| Para los censos de 1962 a 1999 la población legal corresponde a la población sin duplicidades (Fuente: INSEE [Consultar]) |      |      |      |      |      |      |